# 丝孢酵母科
丝孢酵母科（学名：Trichosporonaceae）为擔子菌門銀耳綱丝孢酵母目的一个科，模式属为丝孢酵母属（Trichosporon）。本科的真菌不形成擔子果（子實體），大部分物種為酵母菌，也有部分可形成菌絲與分節孢子。有些物種可感染人類。

## 下级分类
- Apiotrichum
- Cryptotrichosporon
- Cutaneotrichosporon
- Effuseotrichosporon
- Haglerozyma
- Hyalodendron
- Phyllopta
- 丝孢酵母属 Trichosporon
- Vanrija